# 上村双桥
上村双桥，位于山西省长治市屯留区上村镇，是一处山西省文物保护单位。
2016年6月6日，上村双桥公布为第五批山西省文物保护单位，古建筑类，编号5-80，年代为金、明。